# Uštipci

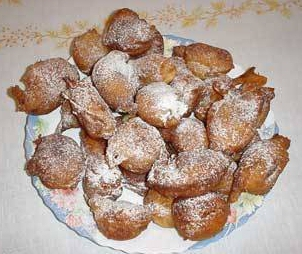
Uštipci.

Uštipci (en caractères cyrilliques serbes : Уштипци, prononcé [uʃtɪpt͡sɪ]) sont des boules de pâtes frites populaires en Bosnie-Herzégovine, Croatie, Macédoine du Nord, Serbie et Slovénie où elles sont connues sous le nom de miške.